# United-Arab-Airlines-Flug 869 (1962)
United-Arab-Airlines-Flug 869 war ein internationaler Linienflug der ägyptischen Fluggesellschaft United Arab Airlines von Tokio via Hongkong, Bangkok, Bombay und Kuwait nach Kairo, auf dem am 19. Juli 1962 eine De Havilland Comet 4 am Khao Yai Mountain in Thailand zerschellte. Bei dem Unfall starben alle 18 Passagiere und 8 Besatzungsmitglieder.

## Flugverlauf
(Alle Zeiten in UTC)
Die aus Japan kommende Comet startete um 13:30 Uhr vom Flughafen Kai Tak in Hongkong zum Weiterflug nach Kairo. Die nächste Zwischenlandung war auf dem Flughafen Don Mueang in Bangkok vorgesehen. Das Flugzeug stieg nach dem Start auf die vorgesehene Flughöhe von 9.500 Metern (31.000 Fuß). Um 15:14 Uhr teilte die Besatzung der Flugsicherung in Bangkok mit, dass sie um 15:08 Uhr in den Informationsbereich geflogen sei und um 15:13 Uhr das ungerichtete Funkfeuer (NDB) in Ubon überflogen habe. Dieses Funkfeuer liegt rund 480 Kilometer vom Zielflughafen entfernt.
Die Piloten gaben an, dass die ETA für das Drehfunkfeuer (VOR) Bangkok 15:47 Uhr sei. Um 15:30 Uhr bat die Besatzung um die Erlaubnis zum Sinkflug, wobei sie als verbleibende Distanz zum Zielflughafen knapp 170 Kilometer (90 NM) nannte. Der Fluglotse erteilte daraufhin die Freigabe zum Sinkflug auf 1.200 Meter (4.000 Fuß). Tatsächlich befand sich das Flugzeug zu diesem Zeitpunkt statt 170 Kilometer (90 NM) noch etwa 250 Kilometer (137 NM) vom Flughafen entfernt, wodurch der Sinkflug deutlich zu früh eingeleitet wurde. Um 15:35 folgte eine weitere Anweisung, auf 900 Meter (3.000 Fuß) zu sinken. Zu diesem Zeitpunkt war die Maschine noch nicht über den Khao Yai Mountain hinweggeflogen.
Der Flug wurde um 15:40 Uhr der Anflugkontrolle des Flughafens Bangkok übergeben. Die Besatzung gab unmittelbar darauf an, dass sie sich in einem Sinkflug aus einer Höhe von 4.000 Metern (13.000 Fuß) befinde und das Drehfunkfeuer Bangkok in vier Minuten erreichen werde. Die Anflugkontrolle wies die Piloten an, ihre Höhenmesser auf 1007,8 mbar zu stellen, gab ihnen die Freigabe, das Drehfunkfeuer Bangkok für den Endanflug auf Landebahn 21L zu überfliegen und ein Sinken aus 900 Metern (3.000 Fuß) sofort zu melden. Der Erhalt dieser Anweisung wurde bestätigt. Dies war der letzte Funkkontakt. Um 15:44 Uhr kollidierte das Flugzeug im Sinkflug mit dem Khao Yai Mountain, der etwa 96 Kilometer (52 NM) nordöstlich des Zielflughafens liegt.

## Flugzeug
Beim Unfallflugzeug handelte es sich um eine De Havilland DH.106 Comet 4C. Sie war erst einige Monate vor dem Unfall der Fluggesellschaft ausgeliefert worden. Das Flugzeug mit dem Kennzeichen SU-AMW trug die Werknummer 6464.